# 2nd Marine Aircraft Wing

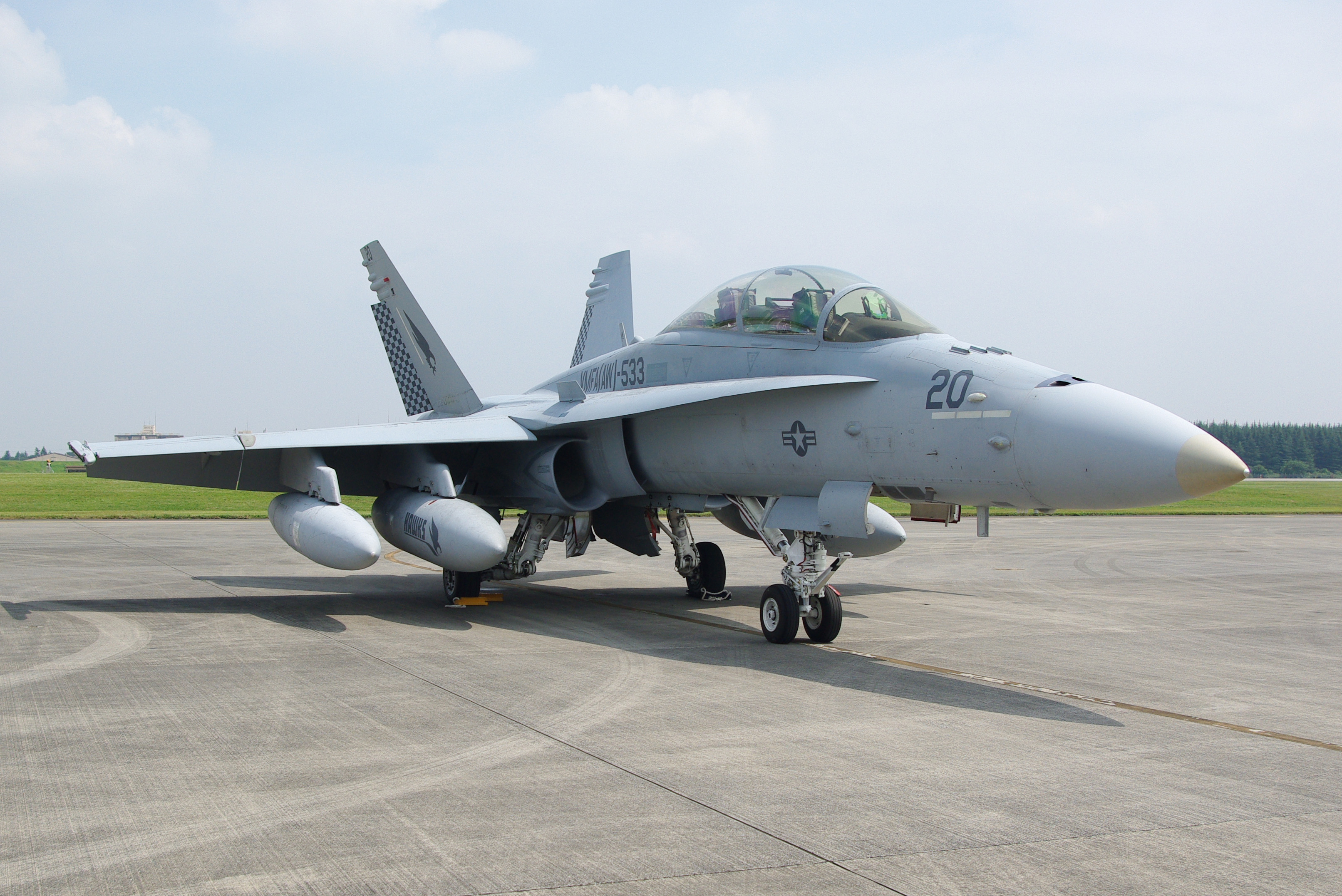
F/A-18D del VMFA(AW)-533

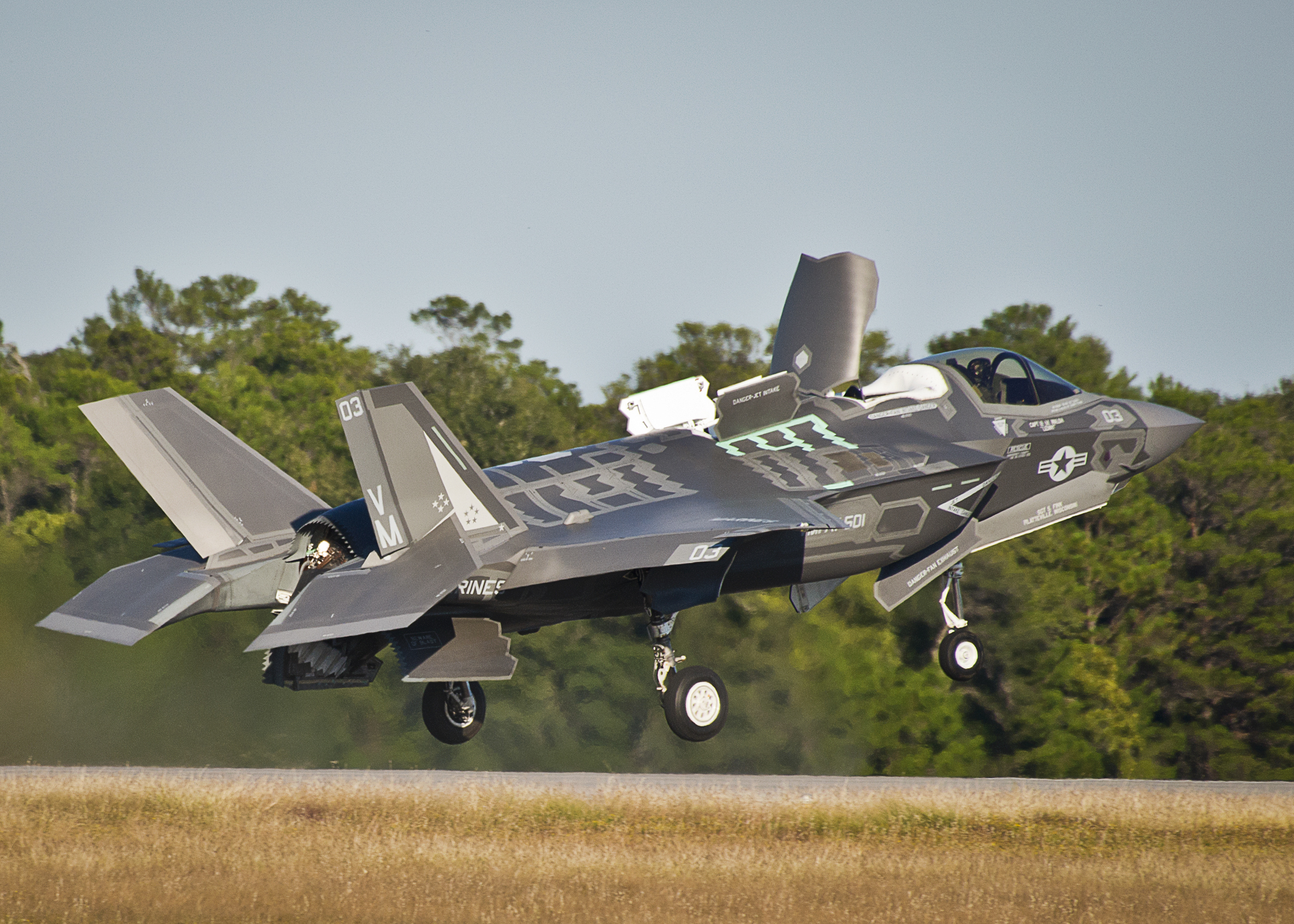
F-35B del VMFAT-501

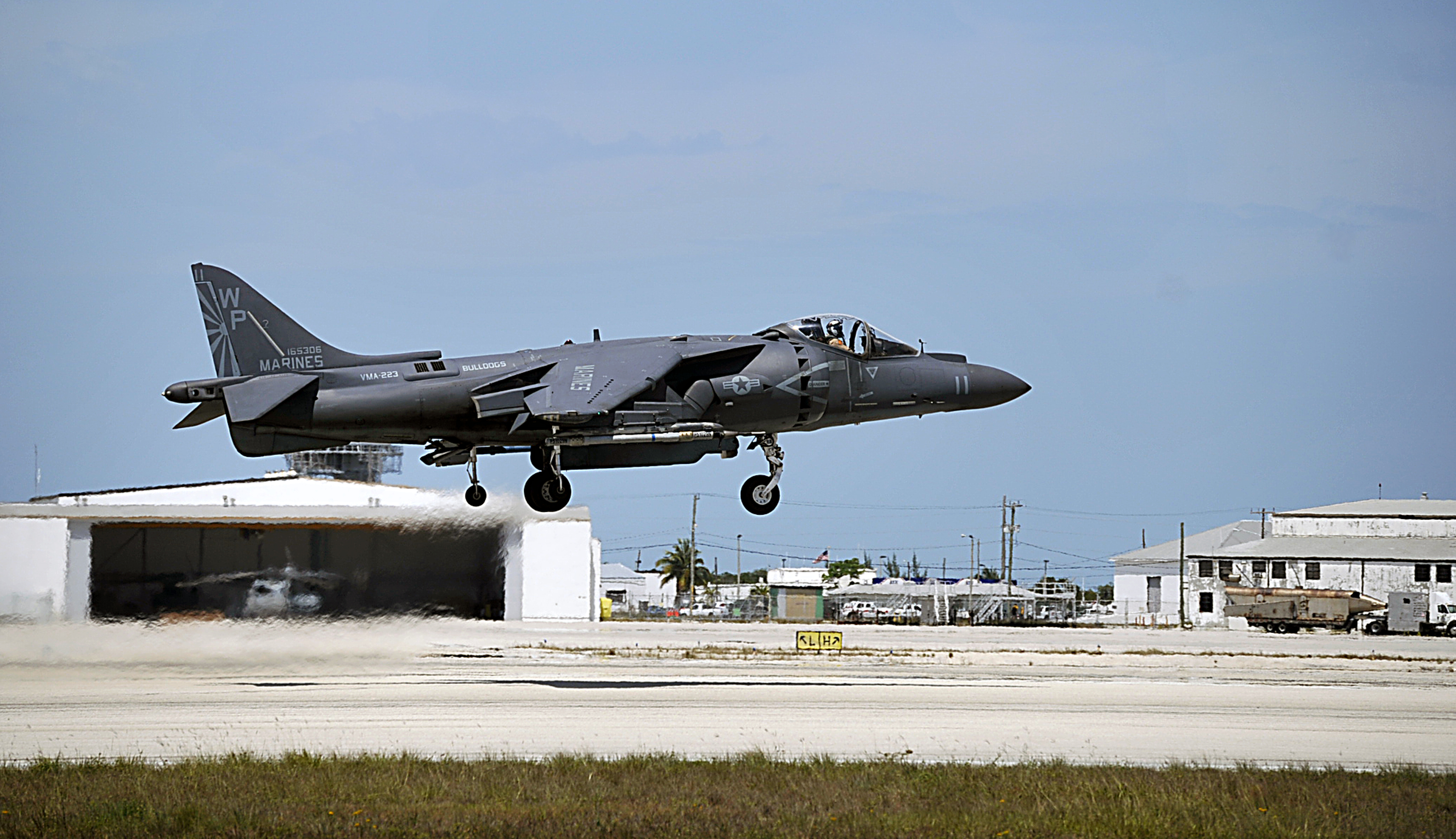
AV-8B del VMA-223

Il 2nd Marine Aircraft Wing è uno stormo aereo del United States Marine Corps. Il suo quartier generale è situato presso la Marine Corps Air Station Cherry Point, nella Carolina del Nord.

## Equipaggiamento
Lo stormo dispone dei seguenti velivoli:
- 48 F/A-18A/C/D
- 50 F-35B
- 61 AV-8B
- 13 TAV-8B
- 15 KC-130J
- 6 RQ-21A
- 36 CH-53E
- 84 MV-22B
- 60 AH-1Z
- 48 UH-1Y

## Storia
Costituito nel luglio 1941, il 2nd Marine Aircraft Wing aveva originariamente sede a San Diego. Consisteva di sei squadriglie, due a San Diego e quattro alle Hawaii. Le squadriglie con sede alle Hawaii subirono ingenti danni durante l'attacco giapponese a Pearl Harbor, il 7 dicembre 1941, ma il 2nd MAW continuò a contribuire a ben 83 operazioni nel Pacifico meridionale durante tutta la seconda guerra mondiale. I Marines e gli aerei del 2nd MAW hanno partecipato a grandi battaglie e campagne anfibie come Wake Island, Okinawa, Midway, Saipan, Guadalcanal, Tinian e Guam.
Il 2nd MAW si trasferì nella sua attuale sede presso la Marine Corps Air Station Cherry Point, Carolina del Nord, nell'aprile 1946. Durante la guerra del Vietnam, il 2nd MAW fornì unità e personale operativo alle operazioni nel teatro asiatico. Negli anni '80, l'unità era attiva in esercitazioni e operazioni in tutto il mondo, incluse quelle in Libano, Cuba, Grenada, Panama e Repubblica Dominicana.
Negli anni '90, il 2nd MAW ha continuato la sua partecipazione globale durante le operazioni Desert Shield e Desert Storm. Più avanti nel decennio, ha sostenuto gli attacchi aerei della NATO in Kosovo e Serbia durante l'operazione Allied Force e ha fornito supporto durante l'Operazione Northern Watch da Incirlik, in Turchia.
Il 2nd MAW è rimasto attivo negli ultimi 15 anni con dispiegamenti a sostegno delle rotazioni dell'Operazione Southern Watch, dell'Operazione Northern Watch e del programma di dispiegamento delle unità in Giappone. Le squadriglie sono state coinvolte in missioni di combattimento in Iraq e Afghanistan durante la Guerra Globale al Terrorismo e continuano a dispiegarsi a sostegno del 22nd, 24th e 26th Marine Expeditionary Units.

## Missione
Il 2nd MAW è formato da 38 squadroni e più di 15.000 marines e marinai. La sua missione è condurre operazioni aeree a sostegno della Forze dei Marines, e include supporto aereo offensivo, guerra anti-aerea, supporto all'assalto, ricognizione aerea, guerra elettronica e controllo di aerei e missili. Come funzione collaterale, il MAW può partecipare come componente integrante dell'aviazione navale nell'esecuzione di altre funzioni della U.S.Navy che il comandante della flotta può dirigere.

## Organizzazione
- Marine Wing Headquarters Squadron 2
- Marine Aircraft Group 31, Marine Corps Air Station Beaufort, Virginia
  - Marine Aviation Logistics Squadron 31
  -  Marine Fighter/Attack Squadron (AW) 533, codice visivo di coda ED - Equipaggiato con 12 F/A-18D. Prevista la conversione sul F-35B Lightning II nel 2024
  -  Marine Fighter/Attack Squadron (AW) 224, codice visivo di coda WK - Equipaggiato con 12 F/A-18D. Prevista la conversione sul F-35B Lightning II nel 2025
  -  Marine Fighter/Attack Squadron 115, codice visivo di coda VE -  Equipaggiato con 12 F/A-18A/C. Prevista la conversione sul F-35C Lightning II nel 2027
  -  Marine Fighter/Attack Squadron 251, codice visivo di coda DW - L'unità è stata disattivata il 5 maggio 2020[2] e verrà ricostituita con F-35C Lightning II nel 2025
  -  Marine Fighter/Attack Squadron 312, codice visivo di coda DR - Equipaggiato con 12 F/A-18C. Prevista la conversione sul F-35B Lightning II nel 2028.
  -  Marine Fighter/Attack Training Squadron 501, codice visivo di coda VM - Equipaggiato con 25 F-35B Lightning II
- Marine Aircraft Group 14, Marine Corps Air Station Cherry Point, Carolina del Nord
  -  Marine Aviation Logistics Squadron 14
  -  Marine Attack Squadron 223, codice visivo di coda WP - Equipaggiato con 16 AV-8B. Prevista la conversione sul F-35B Lightning II nel 2028
  -  Marine Fighter/Attack Squadron 542, codice visivo di coda WH - Equipaggiato con 10 F-35B Lightning II
  -  Marine Attack Squadron 231, codice visivo di coda CG - Equipaggiato con 16 AV-8B. Prevista la conversione sul F-35B Lightning II nel 2026
  -  Aerial Refueler and Transport Squadron 252, codice visivo di coda BH - Equipaggiato con 15 KC-130J
  - Marine UAV Squadron 2 - Equipaggiato con 6 RQ-21A
- Marine Aircraft Group 26, Marine Corps Air Station New River, Carolina del Nord
  -  Marine Aviation Logistics Squadron 26
  -  Marine Medium Tiltrotor Squadron 162, codice visivo di coda YS - Equipaggiato con 12 MV-22B
  -  Marine Medium Tiltrotor Squadron 261, codice visivo di coda EM - Equipaggiato con 12 MV-22B
  -  Marine Medium Tiltrotor Squadron 263, codice visivo di coda EG - Equipaggiato con 12 MV-22B
  -  Marine Medium Tiltrotor Squadron 266, codice visivo di coda ES - Equipaggiato con 12 MV-22B
  -  Marine Medium Tiltrotor Squadron 365, codice visivo di coda YM - Equipaggiato con 12 MV-22B
  -  Marine Medium Tiltrotor Training Squadron 204, codice visivo di coda GX - Equipaggiato con 12 MV-22B
- Marine Aircraft Group 29, Marine Air Station New River, Carolina del Nord
  -  Marine Aviation Logistics Squadron 29
  -  Marine Light Attack Helicopter Training Squadron 302, codice visivo di coda UT - Equipaggiato con 15 AH-1Z e 12 UH-1Y
  -  Marine Light Attack Helicopter Squadron 167, codice visivo di coda TV - Equipaggiato con 15 AH-1Z e 12 UH-1Y
  -  Marine Heavy Helicopter Squadron 461, codice visivo di coda CJ - Equipaggiato con 12 CH-53E
  -  Marine Heavy Helicopter Squadron 464, codice visivo di coda EN - Equipaggiato con 12 CH-53E
- Marine Wing Support Group
  -  Marine Wing Support Squadron 271, Marine Corps Air Station Cherry Point, Carolina del Nord
  -  Marine Wing Support Squadron 272, Marine Air Station New River, Carolina del Nord
  -  Marine Wing Support Squadron 273, Marine Corps Air Station Beaufort, Virginia
- Marine Air Control Group 28, Marine Corps Air Station Cherry Point, Carolina del Nord
  -  Marine Air Control Squadron 2
    - ATC Company K, Marine Corps Air Station Beaufort, Virginia
    - ATC Company L, Marine Air Station New River, Carolina del Nord
    - ATC Company M, Marine Corps Air Station Cherry Point, Carolina del Nord
    - ATC Company A, Marine Corps Air Station Cherry Point, Carolina del Nord
    - ATC Company B, Marine Corps Air Station Beaufort, Virginia

  -  Marine Air Support Squadron 1
  -  Marine Wing Communications Squadron 28
  -  2nd Low Altitude Air Defense Battalion